# Röst, Houtskär
Röst är en ö i Finland. Den ligger i Skärgårdshavet och i kommunen Pargas i landskapet Egentliga Finland, i den sydvästra delen av landet. Ön ligger omkring 63 kilometer sydväst om Åbo och omkring 200 kilometer väster om Helsingfors.
Öns area är 19,1 hektar och dess största längd är 0,6 kilometer i nord-sydlig riktning.